# Dry Creek, Nam Úc
Dry Creek, Nam Úc là một ngoại ô của Thành phố Port Adelaide Enfield ở miền tây bắc thành phố Adelaide, thủ đô tiểu bang Nam Úc, nước Úc. Mã bưu điện của ngoại ô là 5095.